# Валтер Брајски
Валтер Брајски; (8. јул 1871 — 25. септембар 1944) је био аустријски функционер политичар Хришћанске социјалне партије. Био је канцелар Аустрије један дан.
Брајски је студирао право, а 1895. године је започео каријеру у државној служби као званичник доњоаустријског гувернера. Године 1905. био је лидер протестантске мањине у Министарству школства, а од 1907. године је био активан у прес одељењу Савета министара председништва. Године 1920. поверено му је место помоћног канцелара, а од 1920. године до 1922. године обављао је функцију вицеканцелара Аустрије и руководио је Министарством унутрашњих послова и школства.
Од 26. до 27. јануара 1922. године био је на дужности канцелара Аустрије као замена за Јохана Шобера, а од 1923. године до 1931. године био је на челу Савезног завода за статистику.